# Hobby–Eberly-teleskopet
Hobby-Eberly Telescope (HET) är ett 10 meter öppet teleskop beläget vid McDonald-observatoriet. Det är ett av de största optiska teleskopen i världen och kombinerar ett antal funktioner som skiljer det från de flesta teleskopdesigner, vilket resulterar i kraftigt sänkta byggkostnader. Till exempel är den primära spegeln konstruerad av 91 hexagonala segment, vilket är billigare än att tillverka en enda stor primär. Dessutom är teleskopets huvudspegel fixerad i 55 ° vinkel och kan rotera runt basen. Ett mål spåras genom att man flyttar instrumenten i fokus av teleskopet. Detta ger tillgång till cirka 70-81% av himlen och tillåter ett enda mål spåras i upp till två timmar. Teleskopet är namngivet efter tidigare viceguvernören i Texas Bill Hobby och efter mecenaten Robert E. Eberly.

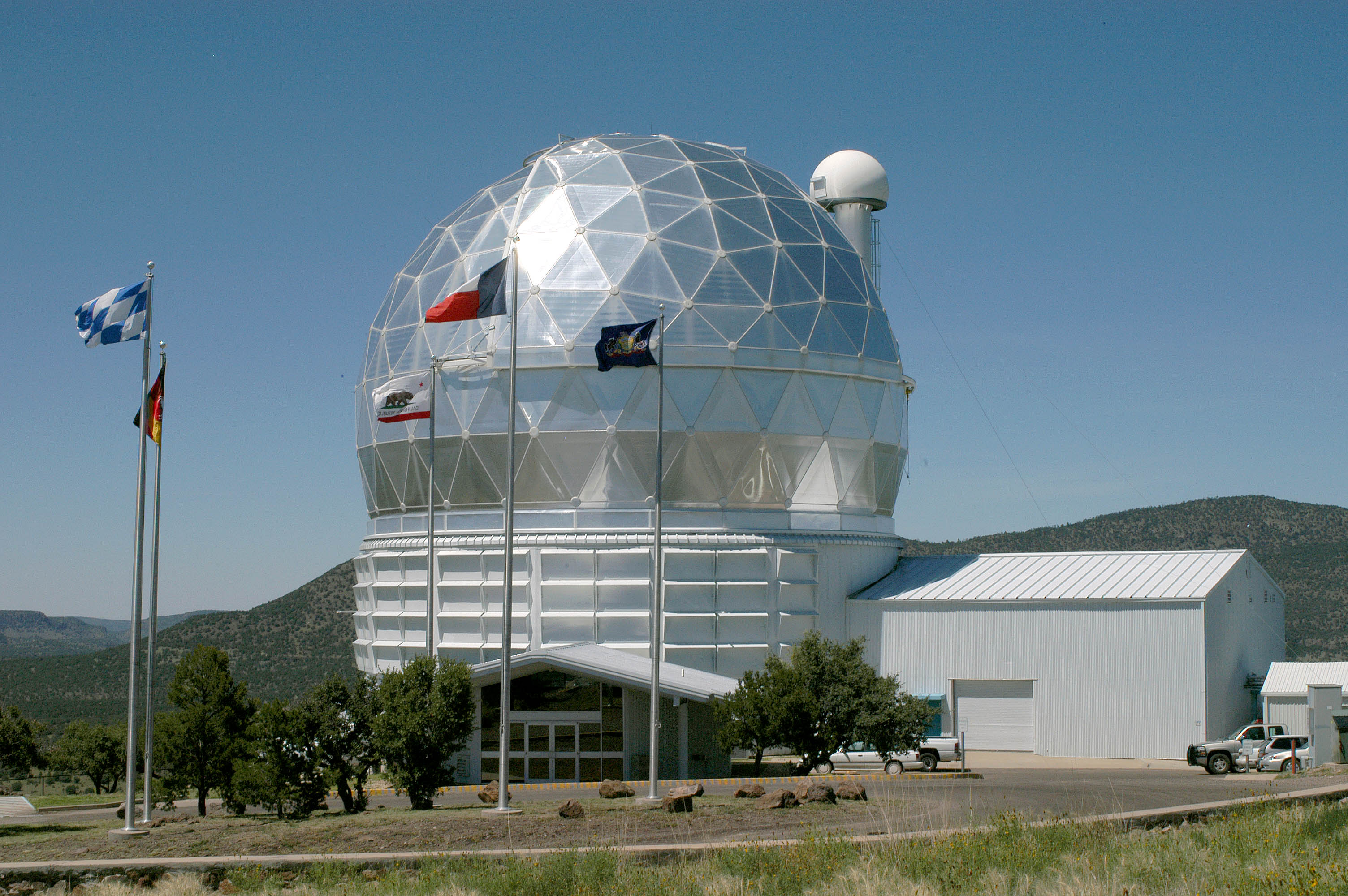
Hobby-Eberly Telescope

Tre instrument finns tillgängliga för att analysera ljuset från målen. Alla tre instrumenten är spektrografer. Instrumenten arbetar med hög, medium och låg spektral upplösning. Den lågupplösande spektrografen är inrymd vid huvudfokus medan medium och högupplösningspektrograferna ligger i basdelen och ljuset matas in via en fiberoptisk kabel.
Sedan man uppnådde "första ljuset" 1996 har teleskopet använts för en mängd olika studier från solsystemet till stjärnor i vår galax och studier av andra galaxer. Teleskopet har använts med framgång för att hitta planeter som kretsar kring andra stjärnor genom att mäta radiella hastigheter så exakt som 1 m/s. Med hjälp av lågupplösningsspektrografen har teleskopet använts för att identifiera typ Ia-supernova för att mäta universums acceleration. Teleskopet har också använts för att mäta enskilda galaxers rotation. Teleskopet uppgraderades för användning i Hobby-Eberly Telescope Dark Energy Experiment (HETDEX), som kommer att ge de första observationerna för att möjliggöra en förminskning av listan över möjliga förklaringar för mörk energi.
Hobby-Eberly Telescope drivs av University of Texas McDonald Observatory för ett konsortium av institutioner som inkluderar University of Texas i Austin, Pennsylvania State University, Stanford University, Münchens universitet och Göttingens universitet.
Den fysiska huvudreflektorspegeln är större än 10 meter; Den är faktiskt ca 11 m gånger 9,8 m. Vid "första ljuset" var den användbara optiska bländaren vid en viss tid 9,2 m. Efter en flera år lång uppgradering som slutfördes den 29 juli 2015, ökade den användbara optiska aperturen till 10 m. Spegeln själv består av 91 hexagonala segment, en segmenterad spegel av samma typ som Keckteleskopets. Uppdateringar av teleskopet har ökat synfältet från 4 bågminuter till 22 bågminuter) (en fullmåne är som jämförelse 30 bågminuter). 
Som rapporterats i Nature den 28 november 2012 har astronomer använt Hobby-Eberly Telescope för att mäta massan av ett supermassivt svart hål (med en massa som approximerar 17 miljarder solmassor, möjligen det största svarta hålet som hittills observerats. Det hittades i den kompakta spiralgalaxen NGC 1277, som ligger 220 miljoner ljusår bort i konstellationen Perseus. Det svarta hålet innehåller cirka 14 procent av galaxens totala stjärnmassa (cirka 59 procent av massan hos galaxens centrala del).
"Beboeliga zonen planet sökaren" är en spektrograf för Hobby-Eberly Telescope som kan upptäcka jordliknande exoplaneter.